# Маццо-ді-Вальтелліна
Маццо-ді-Вальтелліна (італ. Mazzo di Valtellina) — муніципалітет в Італії, у регіоні Ломбардія,  провінція Сондріо.
Маццо-ді-Вальтелліна розташоване на відстані близько 520 км на північ від Рима, 120 км на північний схід від Мілана, 31 км на схід від Сондріо.
Населення — 1046 осіб (2014).

## Демографія
Населення за роками:

Станом на 1 січня 2023 року в муніципалітеті офіційно проживав 31 іноземець з 17 країн, серед них 4 громадяни країн Євросоюзу.

## Сусідні муніципалітети
- Грозотто
- Монно
- Тово-ді-Сант'Агата
- Вервіо